# Войтиновичюс, Арнас
Арнас Войтиновичюс (лит. Arnas Voitinovičius; род. 30 августа 2006) — литовский футболист, вратарь молодежной команды клуба «Бенфика».

## Карьера

### Клубная карьера
Воспитанник футбольной академии «Ритеряй». Дебютировал за основную команду в чемпионате Литвы 23 июля 2023 года в матче с ФК «Джюгас». В январе 2024 года стал игроком молодежной команды лиссабонской «Бенфики».

### Карьера в сборной
Играл за сборную Литвы до 19 лет. Дебютировал за молодежную команду в товарищеском матче с Арменией.